# Hino Dutro
O Hino Dutro (do japonês: 日野デュトロ) é um caminhão comercial leve fabricado pela Hino Motors. É uma versão rebatizada do Toyota Dyna. Assim como o Dyna e o seu gêmeo ToyoAce, o Dutro de 1ª geração foi construído na plataforma U300 para cabine padrão, ou plataforma U400 para cabine larga e oferecendo em vários tipos de chassi adequado para diferentes finalidades. O Dutro substituiu o anterior Ranger 2 (e o Ranger 3), uma versão projetada da série Daihatsu Delta. Fora do Japão, também é conhecida como “série 300”. Na America do Norte, foi comercializado como “Série M” desde o modelo do ano de 2021.
O Dutro é vendido na Austrália (é atualmente rebatizado como série 300), Chile, Colômbia, Indonésia, Malásia, Paquistão, Filipinas, Tailândia, Sri Lanka e outros países da América Latina. A partir de 2008, o Dutro estava disponível no Canadá como 'Hino 155'. Os modelos canadenses são construídos em Woodstock, Ontário, a partir de kits CKD importados do Japão.
Os modelos latinos americanos são fabricados Em Cota (Cundinamarca), Colômbia pela Hino Motor Manufacturing Colombia, a partir de kits CKD importados do Japão. Em algum destes mercados, contudo, os caminhões montados por completos são importados do Japão. Na cidade de Cota, da Colômbia, está localizada a nova montadora, construída e financiada por dois sócios: uma empresa local e o grupo Toyota, acionista majoritário da subsidiária Hino e da marca.

## Primeira Geração (1999–2011)
O Dutro foi lançado em maio de 1999 como resultado de um desenvolvimento conjunto da 7ª geração do Toyota Dyna pela Hino Motors e Toyota.

### Japão

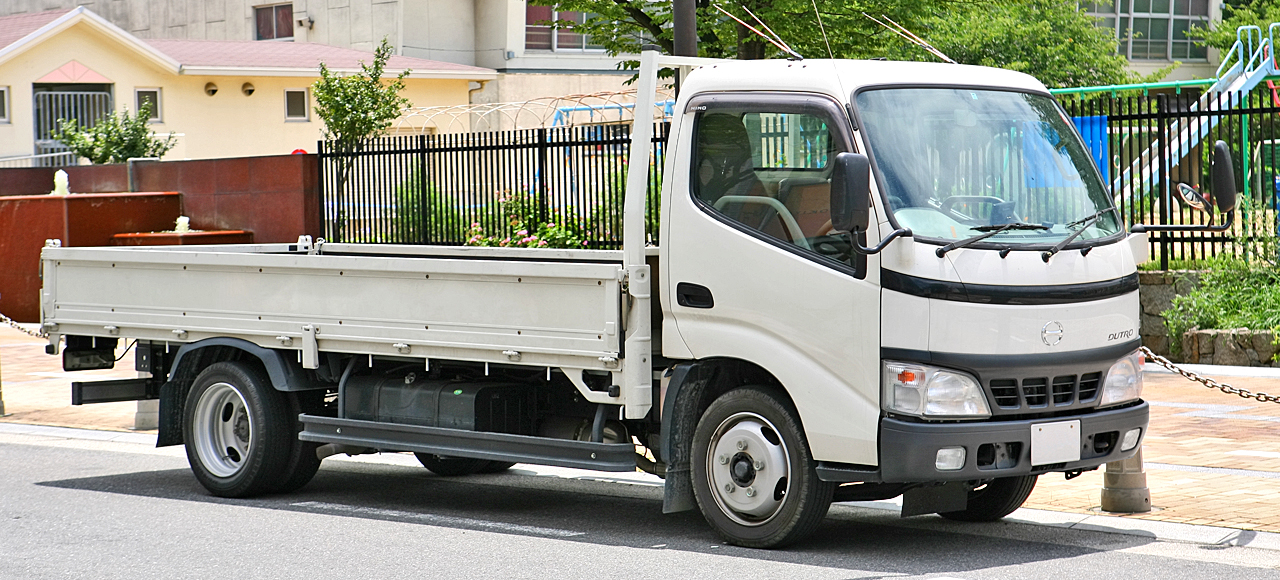
Caminhão Dutro de cabine única pré-reformado no Japão

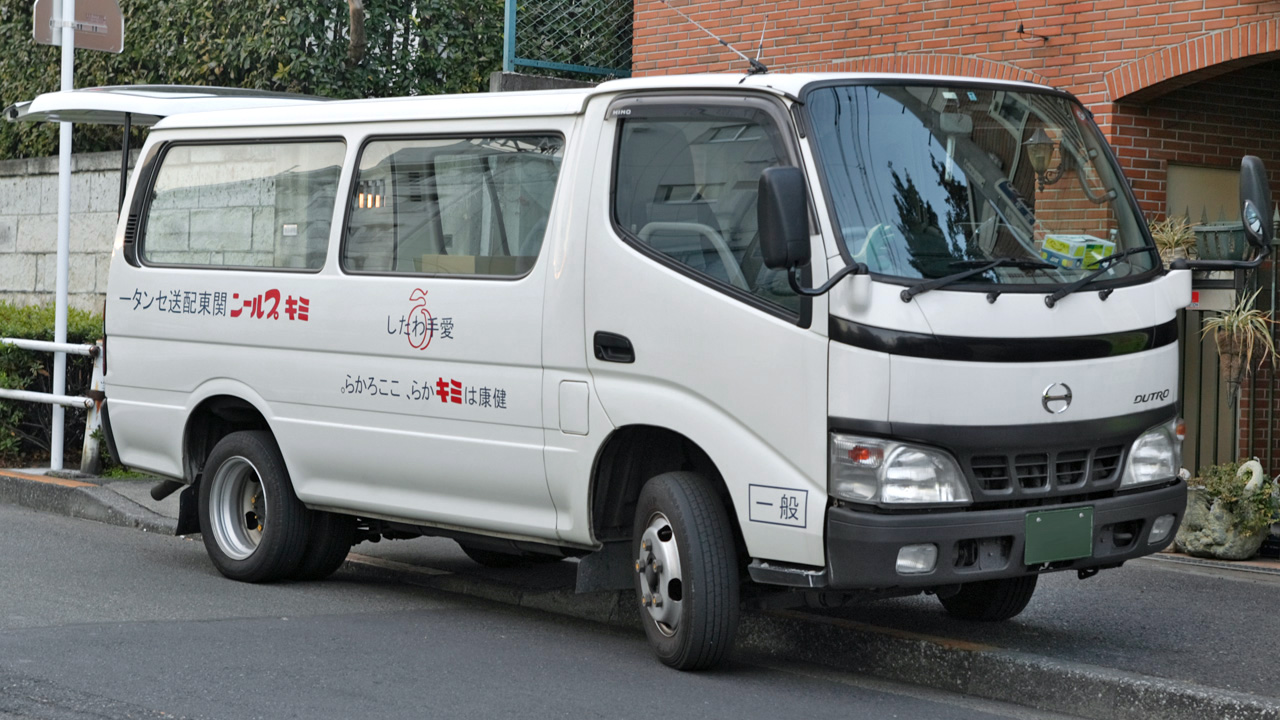
Dutro Route Van pré-facelift no Japão

Uma ampla gama de variantes da primeira geração do Dutro foi oferecida no Japão, incluindo a versão Wide Cab, Double Cab, híbrida elétrica, versão com tração nas quatro rodas e Route Van. As opções de motor incluem 3,7 litros, 4B, 4,1 litros, 15B-FTE, 4,0 litros N04C, 4,6 litros S05C, 4,7 litros J05D, 4,8 litros S05D e 5,3 litros J05C.

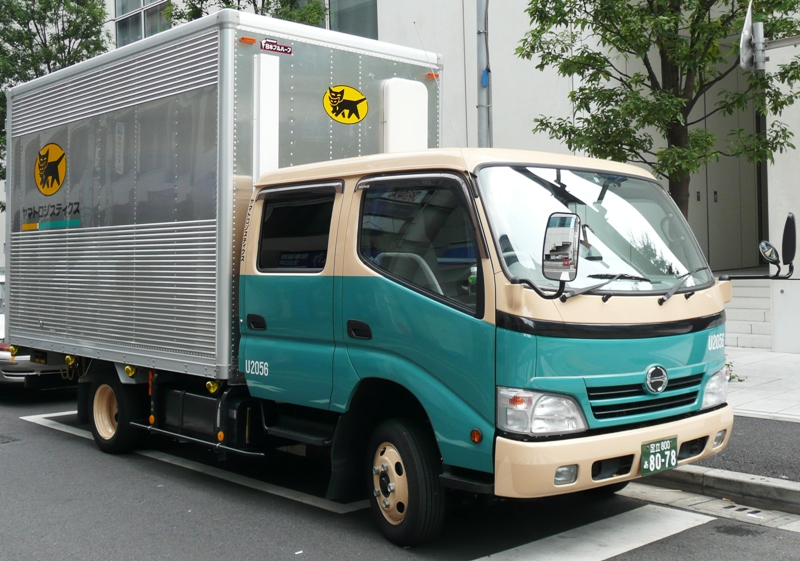
Facelift Dutro Cabine Dupla no Japão

1. 1 2  «Hino launches new 300 Series light duty truck». Construction Week. 20 de outubro de 2011. Consultado em 16 de junho de 2023
2. ↑  Menzies, James (29 de outubro de 2019). «Hino unveils 2021 model year trucks». Truck News (em inglês). Consultado em 3 de novembro de 2024
3. ↑  Armstrong, Pete (18 de julho de 2007). «Hino 300 Series 921 truck | Review». TradeTrucks (em inglês). Consultado em 3 de novembro de 2024
4. ↑  03-14-2012. https://pracodidacol.com/plantacota/tabid/427/language/es-CO/Default.aspx Verifique data em: |data= (ajuda); Em falta ou vazio |título= (ajuda)
5. ↑  «La planta de Hino Motors en Colombia lleg� a la unidad mil - Industria automotriz: Fabricaci�n, tendencias y avances en vehiculos - ELTIEMPO.COM». web.archive.org. 30 de março de 2012. Consultado em 3 de novembro de 2024 replacement character character in |titulo= at position 42 (ajuda)
6. ↑  «TOYOTA DYNA: Which Version Do You Like for Used Car?». Cardeal page. 13 de abril de 2018
7. ↑  www.hino.com.au https://www.hino.com.au/the-history-of-hino/. Consultado em 4 de novembro de 2024 Em falta ou vazio |título= (ajuda)
8. ↑  «What Is a Hino Dutro?». WikiMotors (em inglês). Consultado em 4 de novembro de 2024